# La Duchère
La Duchère est un quartier de Lyon et une zone d'aménagement concerté d'environ 120 hectares situé dans le 9e arrondissement. Il est labellisé écoquartier en 2013.

## Géographie
Le quartier de La Duchère s'étend sur 120 hectares dans le nord-ouest du territoire de la ville de Lyon, et est limitrophe des communes de Champagne-au-Mont-d'Or, Écully et Saint-Didier-au-Mont-d'Or. Dominant la Saône et le quartier de Vaise et formant le plateau de l'Ouest lyonnais, ce quartier est souvent qualifié de troisième colline de Lyon, après Fourvière et La Croix-Rousse.

### Sous-quartiers
Le quartier de La Duchère possède plusieurs sous-quartiers : Le Plateau, La Sauvegarde, Balmont et Le Château. Le secteur du Plateau constitue le cœur du quartier de La Duchère. Il comporte notamment le Lycée de la Martinière, mais également la tour panoramique, ainsi qu'historiquement la « barre des 1000 », une succession de 3 barres (210, 220, 230) qui totalisaient 1 000 logements, intégralement détruites entre 2005 et 2015,,.

## Histoire

### Château de la Duchère

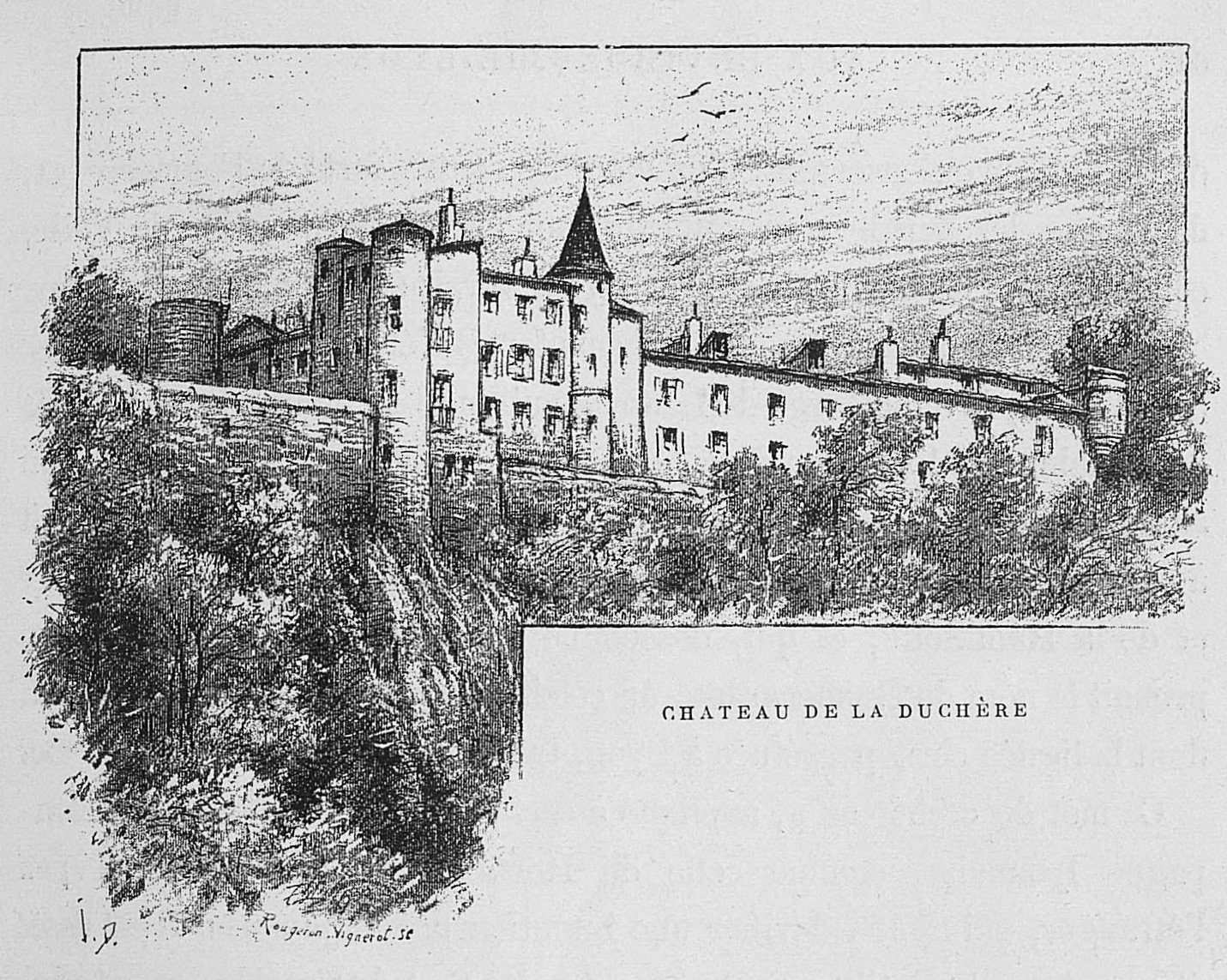
Illustration du château de la Duchère.

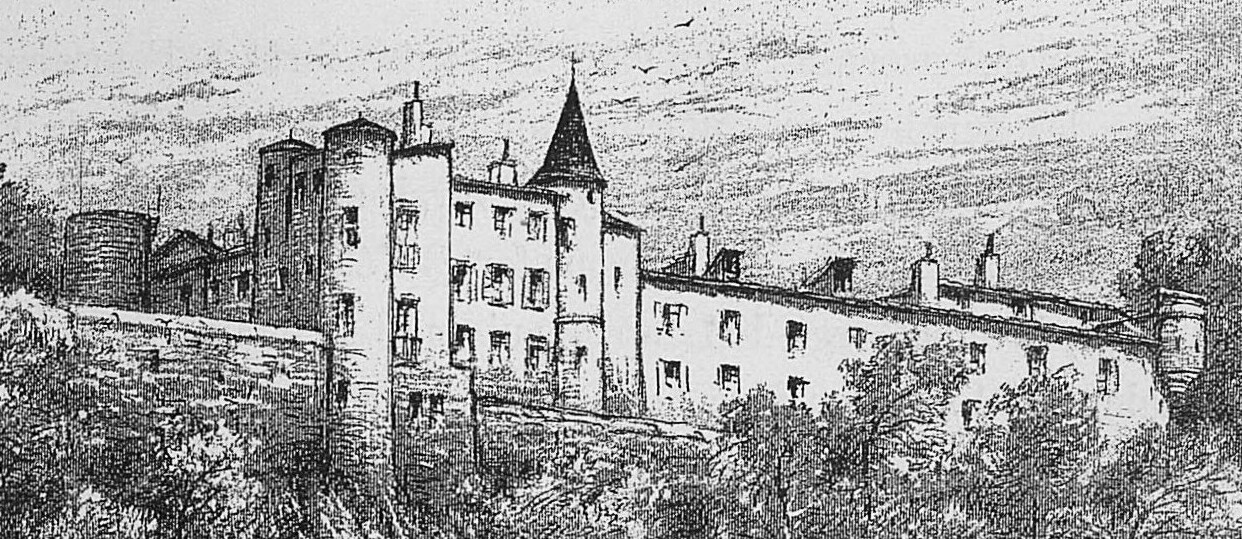
Château de la Duchère en 1892

Au XIVe siècle, le château de la Duchère est construit. Il est rénové et agrandi plusieurs fois entre les XVe et XVIIe siècles. Au XXe siècle, il est mis en location, avant d'être abandonné dans les années 1960. Il est démoli entre 1972 et 1973, contre l'avis de François-Régis Cottin,. Sa destruction serait dû aux coûts importants pour le réhabiliter. Les seuls vestiges du château encore existants sont les restes d'un lavoir construit en 1661.

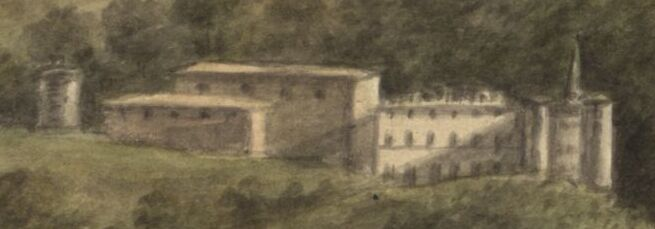
Château de la Duchère en 1820
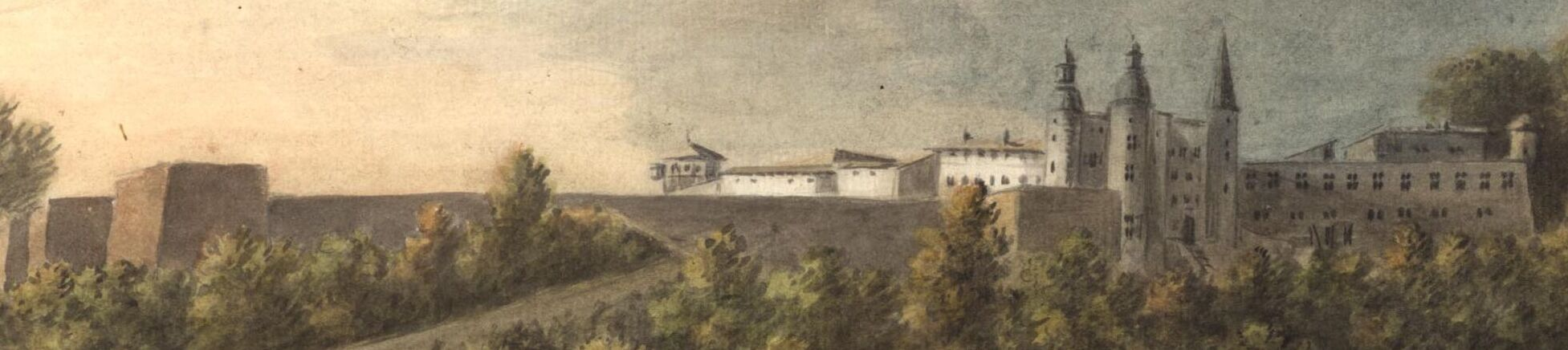
Château de la Duchère en 1825
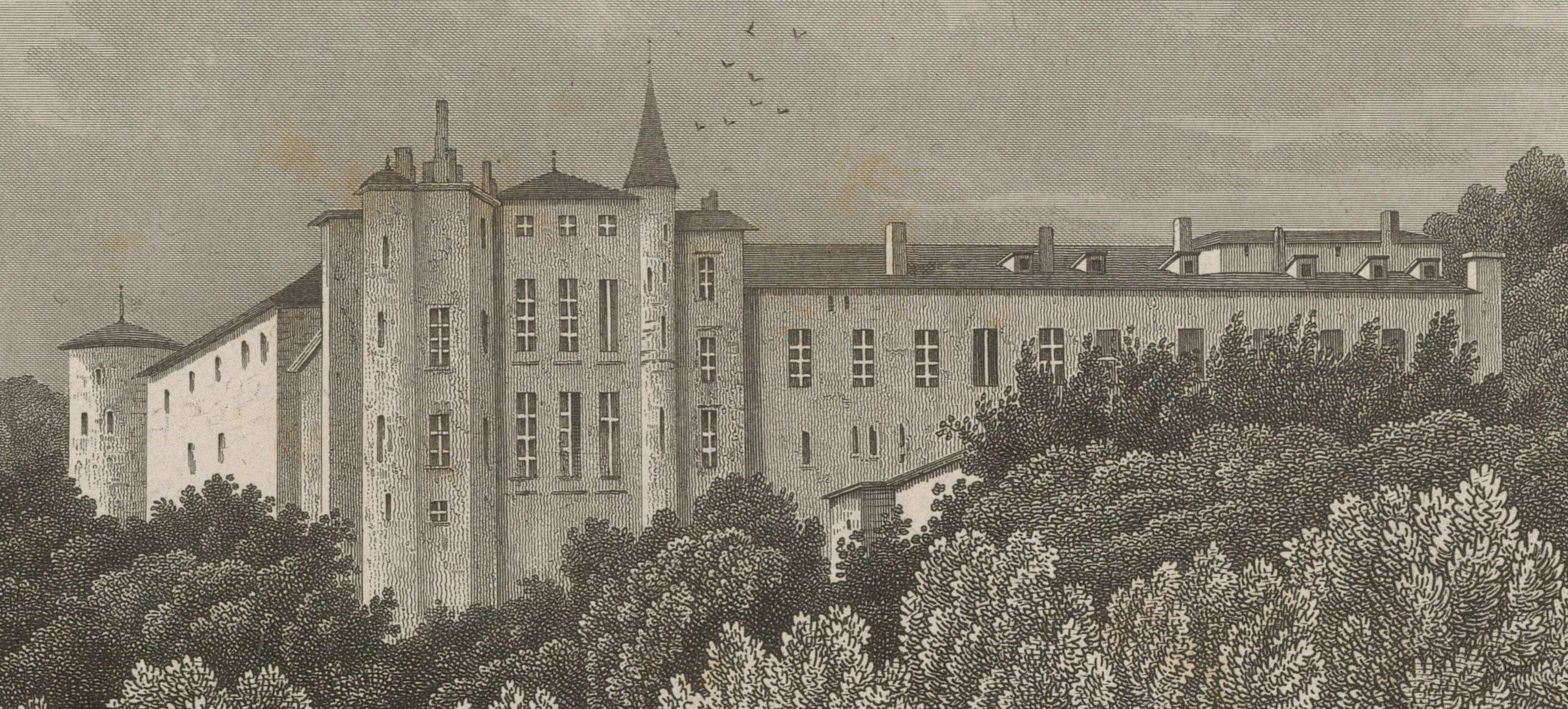
Château de la Duchère en 1830
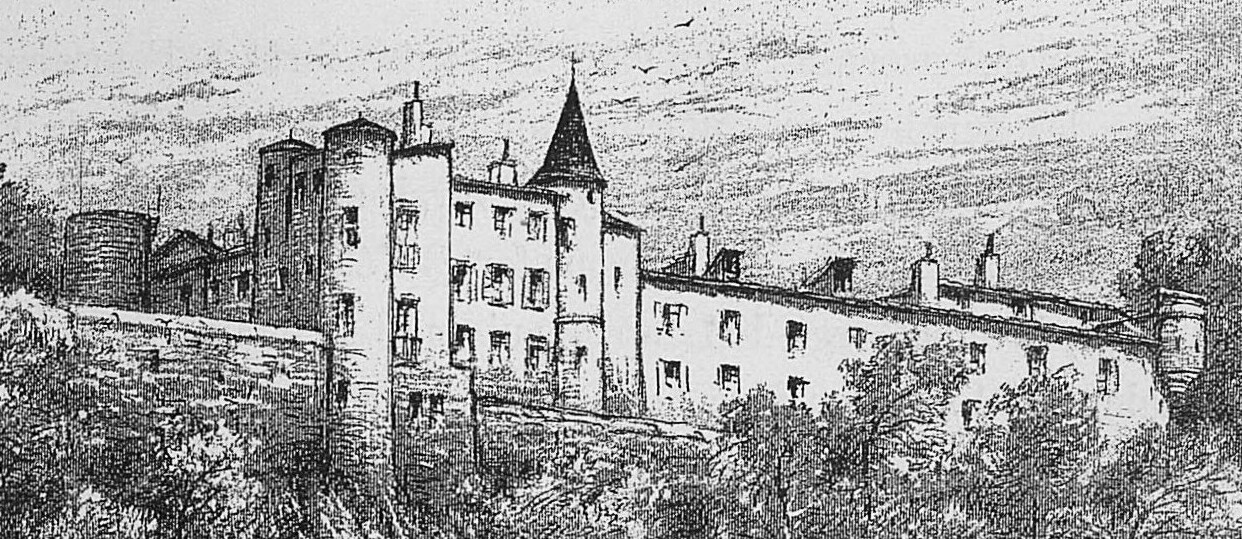
Château de la Duchère en 1892
Château de la Duchère, photo de 1950

### Patrimoine militaire
Avant de devenir un quartier de Lyon, la Duchère était l'une des 24 places fortes intra-muros ou périphériques constituant la première ceinture de Lyon en 1832. En effet, de 1832 à 1874, la ville s'était dotée de deux barrières défensives, constituées de forts, de bastions, de pipes et de batteries, destinées à préserver la ville d'éventuelles attaques étrangères mais aussi des campagnes alentour et de leurs brigands ; le fort de la Duchère, où se situe désormais le stade de la Duchère, était l'un de ces maillons. Sa construction s'étire de 1844 à 1851. Il n'est plus utilisé militairement à partir de 1957. Il servira par la suite comme centre de recrutement, puis comme lieu de transit pour les rapatriés d'Algérie. Une grande partie est détruite.

### Urbanisation duXXesiècle
Jusqu'au milieu des années 1950, la Duchère est en grande partie constituée de terres agricoles. En juillet 1953, un premier plan masse est demandé par le ministère de la reconstruction et du logement à François-Régis Cottin, un second est demandé en 1957,.
En 1958, Louis Pradel lance le projet de construction sur le quartier. La première construction civile de ce nouveau quartier est le lycée de la Martinière en 1959.
L'urbanisation est massive dans les années 1960 avec la création d'un nouveau quartier, destiné à résorber l'habitat insalubre des quartiers ouvriers de Vaise. En réponse à une crise aiguë du logement dans l'agglomération lyonnaise, Louis Pradel, maire de Lyon, annonce la création d'un ensemble d'entre 5300 et 5500 logements à La Duchère, dirigé par l'architecte François-Régis Cottin,. Les acquisitions foncières et l'aménagement du site sont délégués à la  société d'équipement du Rhône et de Lyon (SERL). Le quartier du Château commence à être construit en 1961. Le quartier commence à être habité entre 1962 et 1963,. En juin 1963, 2000 logements sont habités, puis 4000 en décembre 1964. En 1965, environ un tiers de la population est constitué de rapatriés d'Algérie.
Parallèlement, l'église Notre-Dame-de-Balmont, conçue par Pierre Genton, est construite entre 1963 et 1965. Un château d'eau de 40 mètres de haut est construit en 1967. La même année, la résidence Les Érables est construite, conçue par l'architecte Jean Dubuisson.
Le quartier, à la suite de la guerre d'Algérie, accueille en premier lieu des populations rapatriées d'Afrique du nord, dites Pieds-Noirs, puis des populations d'origine majoritairement maghrébines. Le monument aux morts de la ville d'Oran est transféré à La Duchère en 1968. La même année, l'église du plateau est construite par François-Régis Cottin.
En 1969, la construction de la tour panoramique de la Duchère commence. Elle sera terminée en 1972. Son architecte est François-Régis Cottin, qui a également construit les églises situés sur le Plateau. Elle s'élève à une hauteur de 101,85 mètres (du sous-sol au sommet de la flèche).
En 1975, le quartier compte 19 710 habitants. Ce chiffre passe à 17 196 habitants en 1982, puis à 13 966 habitants en 1990. Il est de 12 411 habitants en 1999. Cela s'explique par une forte décohabitation des ménages, avec un passage de 4 personnes par ménage en 1964 à 2,7 personnes en 1990, qui s'explique par un vieillissement de la population. En parallèle de ce vieillissement, et de la diminution de la part des moins de 20 ans dans la population, la population étrangère passe de 5,5 % en 1975 à 17 % en 1990. En 1990, le taux de chômage dans le quartier est de 14 %.
Dans les années 1990, plusieurs projets sont conçus par l'OPAC du Rhône et par la ville de Lyon, pour réaménager le quartier. L'église Notre-Dame-de-Balmont est désaffectée en 1995 et reconvertie en cinéma sous le nom de Ciné Duchère.
En 2000 le quartier est constitué de 5 176 logements dont 4026 logements sociaux. 2396 logements sont situés sur le Plateau, 1162 sont situés à Balmont, 1055 sont présents à la Sauvegarde et 563 sont situés au Château.

### Premières politiques de la ville
La Duchère est incluse dans les dispositifs de la politique de la ville dès 1986 via une convention Développement social des quartiers (DSQ) entre l'État, la ville de Lyon, le Grand Lyon et les organismes HLM. Ce cadre vise à mettre en avant des actions de rénovation mais également des actions plus sociales d'insertion et d'éducation. Cette convention est renouvelée en 1986. Dans ce cadre et celui d'une réhabilitation d'une barre, un groupe de travail inter-quartier (GTI) est mis en place. Il est porté par un noyau dur d'habitants du quartier. Il vise à faire le lien entre les habitants et les instances décisionnelles, tant avec les élus qu'avec les personnes chargées de la rénovation du quartier. Le GTI existe toujours et tiendra un rôle assez critique vis-à-vis du grand projet de ville. En 1991, la DSQ est reconduite. Un plan d'action de 74 millions de francs est lancé, pour réhabiliter les espaces publics, les logements, en parallèle d'action d'insertion sociales et économiques. En 1994, le quartier est intégré au dispositif de contrat de ville. En 1998, un plan d'action sécurité est mis en place, avec l'augmentation des effectifs policiers, ainsi que de la mise en place de vidéosurveillance. Dans la décennie 1990, la barre 260 est réhabilitée par son bailleur de fonds la SACVL. Le projet inclut également la destruction des anciennes emprises commerciales, en partie inoccupées, pour les relocaliser au rez-de-chaussée des nouveaux immeubles.
Le quartier connaît quelques incidents qui altèrent sa réputation,,. Le quartier est secoué par des émeutes en 1997.
En 1999, le quartier possède un parc de logement social représentant 80 % de son parc total contre 18 % dans la commune de Lyon. Les principaux bailleurs sociaux du quartier sont l’Opac du Grand Lyon, l’Opac du Rhône et la SACVL. En 1999, le recensement de la population fait état de 
12 400 habitants à La Duchère (contre 20 000 en 1968). La même année, le quartier a un taux de chômage de 22 % contre 12 % en moyenne dans la commune de Lyon,. Le quartier montre également en moyenne de piètres résultats scolaires. De plus, il accueille bien plus de ménages monoparentaux, avec un taux de 17 %, contre en moyenne 9 % à Lyon.
En janvier 2001, la démolition partielle de la barre 200 est voté au conseil municipal de Lyon, avec une aide de la mairie de 2 millions d'euros pour cette réalisation. Sa démolition a lieu le 29 octobre 2003.

### Grand projet de ville

#### Conception et gestion

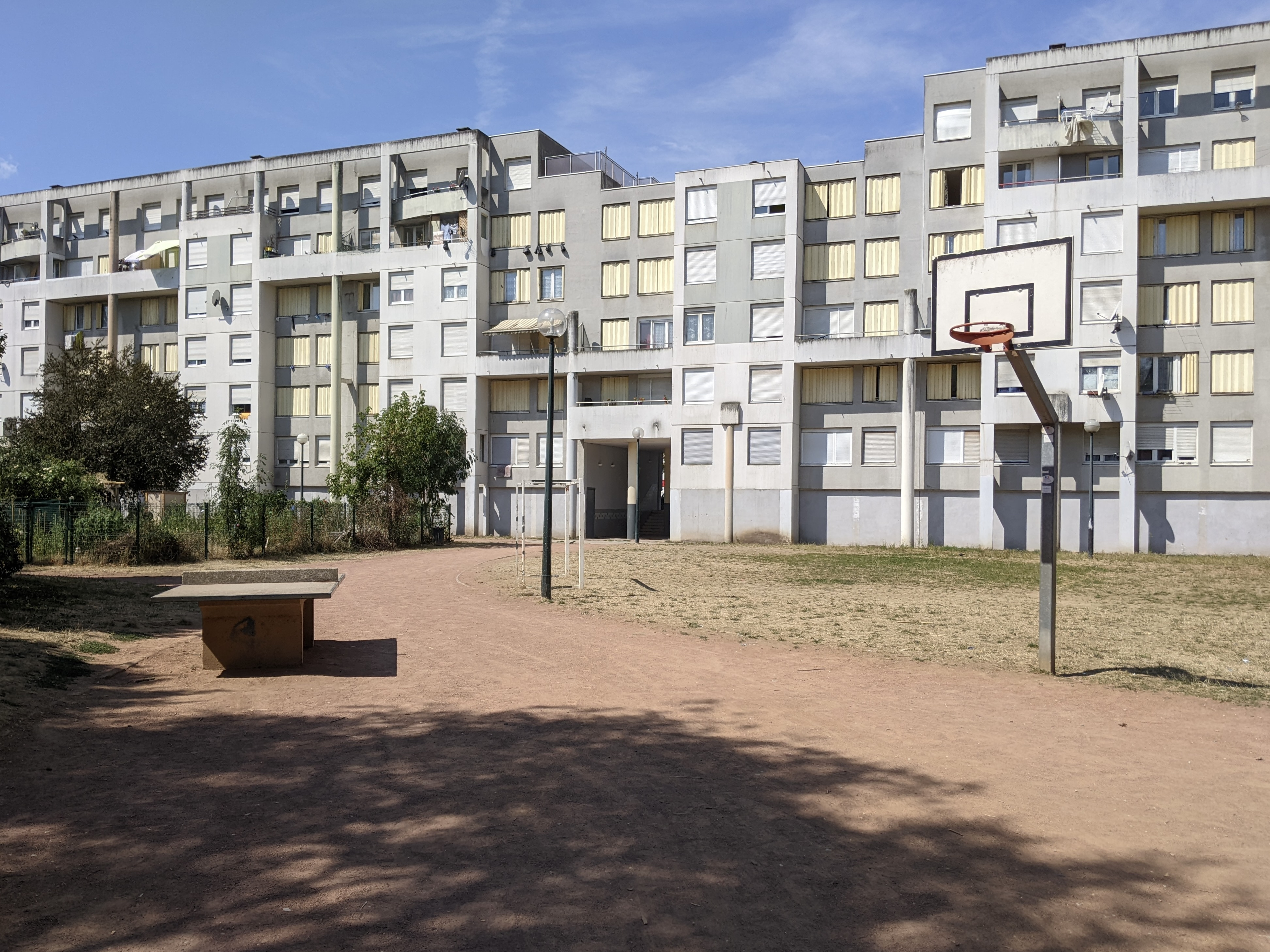
Square et immeuble rue de la Sauvegarde.

Le grand projet de ville de La Duchère est conçu entre 2000 et 2003, même si les premières réflexions remontent, semble-t-il à 1999. En parallèle, le contrat de ville est renouvelé pour la période 2000 à 2006. En 2003, le grand projet de ville de La Duchère, est signé entre l'État, le Grand Lyon et la Ville de Lyon. Ce grand projet a vocation à se mettre en place entre 2003 et 2016 en deux phases. La maîtrise d'ouvrage de ce projet est assurée par la Mission Lyon la Duchère, créée en 2001, qui regroupe la ville de Lyon et le Grand Lyon, mais aussi le département du Rhône et la région Rhône-Alpes,. Les aménagements mis en place au travers du grand projet de ville se font au travers d'une ZAC, créée en mars 2004, dont l'aménageur est la société d'équipement du Rhône et de Lyon (SERL), depuis la signature de sa convention le 29 mars 2004. La conception urbanistique et architecturale du projet est encadrée par Alain Marguerit, Bernard Paris, Pascal Gontier et Bernard Martelet.
Le budget initial du grand projet de ville à la Duchère est de 600 millions d'euros, avec 350 millions d'euros par des fonds publics : 125 millions d'euros par le Grand Lyon, 50 millions d'euros par l'ANRU, 25 millions d'euros par la ville de Lyon, 11 millions d'euros par la Région Rhône-Alpes.
Dans le cadre du grand projet de ville (GPV), la Duchère est intégrée au dispositif contrat de ville. Le quartier est classé en contrat urbain de cohésion sociale (CUCS), priorité 1, de 2007 à 2014, jusqu'à ce qu'il devienne un quartier prioritaire en 2015.
Ce projet prévoit la démolition de plusieurs barres et logements soit un total de 1 500 logements détruits, dont la "barre des 1 000", mais aussi la barre 260 et une partie de la barre 410. La destruction de la barre 260 est la plus controversée, de par sa récente réhabilitation. Le projet inclut également la reconstruction de plus de 
1 500 logements neufs dont une grande part de logements privés en accession à la propriété ou en location. Des logements sociaux neufs et un centre de quartier avec de nouveaux commerces et services publics sont également prévus, sur le plateau de La Duchère. Ce projet prévoit notamment la restructuration du quartier par le rééquilibrage de la part de logements sociaux et de logements privés sur le quartier. En 2003, 80 % des logements étaient des logements sociaux ; à terme, soit en 2010, cette part sera ramenée à 63 %. De plus, plusieurs équipements publics sont prévus, notamment deux écoles, un gymnase, une bibliothèque, une salle d'athlétisme et une salle de fête, en plus de la réhabilitation de la MJC. Enfin le projet inclut la création d'une nouvelle trame viaire orthogonale, permise par la destruction de plusieurs barres dont la barre 260.
En mai 2004, le processus de sélection de promoteurs de lots construits est lancé. Ceux sélectionnés sont : Nexity-Georges V, Bowfonds Marignan, Alliade, Cogédim, Rhône Saône Habitat, Spirit Grand Sud et SLCI Promotion.

#### Réalisation

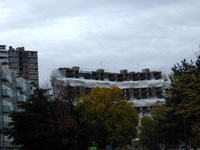
29 octobre 2003, démolition d'une partie de la barre 200.

Entre 2004 et 2005, les premières importantes concertations ont lieu. En septembre 2005, le comité de suivi participatif est créé. En mars 2005, la réhabilitation de la tour panoramique de la Duchère commence. Celle-ci a un coût de 3,5 millions d'euros. En mai 2005, une convention avec l'ANRU est signée.
En 2005, les premières démolitions d'immeubles ont lieu, avec notamment la destruction de la barre 210 par explosif, le 27 octobre 2005 ou le grignotage de la barre 260 commencé durant l'été et finalisé en décembre 2005. De ce fait, 602 familles sont relogées à La Duchère et dans le reste de l'agglomération. Les premiers équipements publics reconstruits sont livrés avec deux nouvelles écoles. La vente des logements neufs a démarré en mai 2006[réf. nécessaire], avec l’inauguration du Villag’Immo sur le Plateau; 153 logements ont été mis en vente à cette occasion.
En 2007, les premières résidences en accession à la propriété et en location sont lancées, avec la résidence Les Rives de Champagne, puis un an après la résidence étudiante Georges V, ainsi que le Carré Anaïs. En 2008, l'ancien gymnase du lycée de la Martinière est démoli, avec la livraison d'un nouveau gymnase au mois de mai.
Au 31 mars 2008, 306 logements neufs ont été mis en vente sur le site de La Duchère. Ces logements ont été (et sont encore) proposés à des tarifs compétitifs par rapport aux prix du marché de l'immobilier neuf dans la région lyonnaise[réf. nécessaire] : ainsi, pour un logement situé sur le Plateau, il faut compter en moyenne sur un tarif de 2 600 € le mètre carré (avec une T.V.A. à 19,6 %). Les tarifs sont en revanche plus élevés dans le secteur des balmes, avec un montant de 3 300 € le mètre carré (T.V.A. à 19,6 %).[réf. nécessaire] Sur ces 306 logements neufs, 190 ont fait l'objet d'une réservation ferme, ce qui représente environ 62 % du total des logements proposés.
En 2010, la barre 220 est démolie. Elle comportait 340 logements avec 52 000 tonnes de matériaux. Avant 2012, un total de 1338 logements sociaux ont été démolis, avec en parallèle la construction de 860 logements neufs. La destruction de la barre 230, repoussée plusieurs fois à cause de travaux de désamiantage qui ont coûté près de 2,5 millions d'euros, contre 300 000 pour le désamiantage de la barre 210, est prévue pour 2015.
En novembre 2012, la halle d'athlétisme Stéphane-Diagana, du nom de l'athlète français, est inaugurée à la Duchère. Elle accueille plusieurs championnats de France d'athlétisme en salle courant 2013 et 2014, et accueille en 2015 les championnats du Monde Vétérans d’Athlétisme.
Au printemps 2014, le parc du Vallon ouvre au public sur une superficie de 11 hectares, à l'issue de travaux commencés en 2011. 
Sa maîtrise d'ouvrage a été conduite par la Direction de l’Eau du Grand Lyon, pour l’aspect hydraulique et par le SERL (qui aménage la ZAC Duchère) pour l’aspect paysager. La maitrise d'œuvre paysager est réalisée par l’agence Ilex, aidé de Cap Vert Ingénierie, Sogréah et LEA. Le réaménagement du parc, d'un coût de 9,1 millions d’euros, a été financé par l’agence nationale pour la rénovation urbaine (ANRU), la région Rhône-Alpes, le Grand Lyon et la ville de Lyon.

#### Autres périmètres parallèles ou postérieurs
La Duchère a été classée en Zone franche urbaine le 11 juillet 2006. Tous les programmes neufs sur le quartier sont concernés par la loi Engagement Nationale pour le Logement (Loi ENL) adoptée le 13 juillet 2006 qui favorise l'accession à la propriété dans les quartiers en rénovation urbaine.
Le 3 août 2012, la Duchère devient l'une des 15 premières zones de sécurité prioritaire et la seule à Lyon dans cette première vague.
Le 9 septembre 2013, le quartier de la Duchère est labellisé en tant qu'écoquartier.
Le « Plan Canopée » (3000 arbres supplémentaires par an), adopté en décembre 2017 par le Conseil de la Métropole, devrait augmenter de manière significative la couverture de la ville par les arbres et limiter les effets d’îlot de chaleur urbain. Des actions ponctuelles sont en cours en 2020, dont certaines concernent La Duchère : 6000 arbres vont être plantés pour créer une forêt de 1 000 m2 dans la ville[réf. souhaitée].

## Population et société

### Cultes
- Catholique : Depuis 2018, La Duchère fait partie de l'ensemble paroissial Saint-Jean-Marie-Vianney qui inclut également Champagne-au-Mont-d'Or, Dardilly et Écully. Cet ensemble appartient à l'archidiocèse de Lyon, à l'archidiaconé de Lyon et au doyenné de Dardilly-Écully-Vaise. La paroisse est desservie par le père Renaud de Kermadec et deux vicaires.

- Juif : Le quartier abrite une synagogue sépharade.

- Musulman : la mosquée a été ouverte au culte le 28 novembre 2016[37].

## Films tournés à la Duchère
- 1996 : Les Voleurs, de André Téchiné[38].
- 2007 : Après lui, de Gaël Morel[39].

## Sport
La 14e étape de la 107e édition du Tour de France traverse le quartier le 12 septembre 2020. Le Belge Tiesj Benoot franchit en tête la côte de la Duchère classée en quatrième catégorie.

## Personnalités liées au quartier
- Azouz Begag, homme politique français et sociologue au CNRS, ayant vécu son adolescence dans cette cité.
- Daniel Lévi, musicien, a grandi dans le quartier de La Duchère[40].